# Amsterdamse zedenzaak
De Amsterdamse zedenzaak is een omvangrijk zedendelict dat in december 2010 bekend werd en waarbij seksueel misbruik plaatsvond op onder andere verschillende kinderdagverblijven in Amsterdam.

## Gebeurtenissen

### Achtergrond
De zaak kwam in de openbaarheid nadat op 7 december 2010 in het televisieprogramma Opsporing Verzocht een foto werd getoond van een jongetje van ongeveer twee jaar oud, samen met een Nijntje-knuffel. Deze afbeelding was in de Verenigde Staten aangetroffen bij een onderzoek naar kinderporno. Tijdens de uitzending werd het kind herkend en werd zijn identiteit vastgesteld. Diezelfde avond hield de politie de 27-jarige verdachte Robert M. aan.
Nadat duidelijk werd dat de verdachte werkzaam was geweest op de Amsterdamse kinderdagverblijven Het Hofnarretje en Jenno's Knuffelparadijs bracht burgemeester Eberhard van der Laan op 12 december 2010 naar buiten dat vermoedelijk 30 tot 50 kinderen het slachtoffer waren geworden van seksueel misbruik. M. werkte bovendien als oppas. Hij werd niet alleen verdacht van seksueel misbruik, maar ook van het vervaardigen en verspreiden van kinderporno.
Ook anderen werden in verband gebracht met de zaak. Zo werd M.'s echtgenoot Richard van O., en zijn collega bij Het Hofnarretje Edwin R., eveneens als verdachten aangemerkt. M. maakte gebruik van versleutelde bestanden, wat het onderzoek naar zijn digitale activiteiten aanzienlijk bemoeilijkte.
Er werden meerdere bijeenkomsten georganiseerd voor ouders van potentiële slachtoffers. Tijdens het onderzoek kwam ook naar voren dat M. in augustus 2009 negen dagen had gewerkt op kinderdagverblijf De Toverlantaarn, waar hij in zijn proeftijd werd ontslagen. Ook daar bleek hij ten minste één kind te hebben misbruikt. Een eerdere melding van een ouder uit 2008 over M. leidde destijds niet tot een aangifte.
De directeur van Het Hofnarretje kwam eveneens in opspraak. Er zou onvoldoende toezicht zijn geweest binnen zijn kinderdagverblijven en er vonden slaapfeestjes met kinderen plaats bij hem thuis. Bovendien was hij in 1995 ontslagen bij een ander kinderdagverblijf, nadat aangifte tegen hem was gedaan wegens misbruik van twee kinderen. Hij werd uiteindelijk niet vervolgd. Een artikel 12 Sv-procedure die door ouders van de slachtoffers was aangespannen werd door het gerechtshof Amsterdam afgewezen.
Op 11 januari 2011 maakte het Openbaar Ministerie bekend dat M. had bekend betrokken te zijn geweest bij 83 gevallen van misbruik van kinderen.

### Strafzaak
Het strafproces tegen de hoofdverdachten begon op 17 maart 2011 in De Bunker in Amsterdam-Osdorp met een regiezitting. Vanwege de confronterende aard van de zaak konden ouders van betrokken kinderen de zitting volgen via een videoverbinding op een geheime locatie binnen de rechtbank.

Voor M. was 20 jaar met tbs met dwangverpleging geëist en voor Van O. 12 jaar. In eerste instantie was ook voor hem tbs geëist, maar na het onderzoek van het Pieter Baan Centrum bleken daar geen gronden voor te zijn. De rechtbank deed op 21 mei 2012 uitspraak. M. werd veroordeeld tot 18 jaar gevangenisstraf en tbs met dwangverpleging. De rechtbank adviseerde dat hij pas na het uitzitten van twee derde van zijn straf ter beschikking zou worden gesteld, wat in de praktijk betekent dat behandeling pas na de detentie begint. Dit is gebruikelijk bij zware zedenzaken. Richard van O. werd vrijgesproken van medeplegen van de door M. gepleegde misdrijven, maar kreeg 6 jaar gevangenisstraf opgelegd wegens een faciliterende rol.
De rechtbank verklaarde de civiele schadeclaims van ouders niet-ontvankelijk, omdat zij volgens de wet als niet-slachtoffer hierop geen recht hebben. De daadwerkelijke slachtoffers kregen elk een schadevergoeding van 8.000 euro per persoon toegekend. Tijdens het voorlezen van het vonnis schreeuwden M. en Van O. boos door de uitspraak van de voorzitter van de meervoudige kamer heen. M. gooide daarbij water naar hem. De verdediging van M. had gesteld dat een eerdere huiszoeking onrechtmatig was, maar de rechtbank verwierp dat verweer. Hierdoor kon de gevonden hoeveelheid kinderporno als bewijs blijven dienen.

### Hoger beroep
Direct na de uitspraak op 21 mei 2012 kondigden de advocaten van Richard van O. aan in hoger beroep te gaan. Op 31 mei 2012 maakte de rechtbank Amsterdam bekend dat ook M. van deze mogelijkheid gebruik maakte. Het Openbaar Ministerie besloot eveneens in beroep te gaan, met als doel een hogere gevangenisstraf voor M. In tegenstelling tot wat de rechtbank eerder had geoordeeld, oordeelde het gerechtshof in hoger beroep dat de huiszoeking bij M. onrechtmatig was uitgevoerd. Dit leidde echter niet tot vrijspraak, aangezien er nog voldoende ander belastend materiaal beschikbaar was.
Op 26 april 2013 werd M. in hoger beroep veroordeeld tot 19 jaar gevangenisstraf en tbs met dwangverpleging. Van O. werd veroordeeld tot 4,5 jaar gevangenisstraf. Hij werd later dat jaar voorwaardelijk in vrijheid gesteld, nadat hij twee derde van zijn straf had uitgezeten.

## Slachtoffers
De hoofdverdachte bekende enkele tientallen jonge kinderen te hebben misbruikt. Op 11 januari 2011 werd op basis van verklaringen van M. en ouders het aantal mogelijke slachtoffers naar 83 bijgesteld.
De jonge leeftijd van de kinderen, soms nog baby, maakt het onderzoek lastig. De jonge kinderen werden zowel psychisch als lichamelijk onderzocht door kinderartsen in het Academisch Medisch Centrum. De door burgemeester Van der Laan ingestelde commissie, de commissie-Gunning, onder leiding van de voorzitter van de Gezondheidsraad Louise Gunning-Schepers kwam 15 april 2011 met haar rapport over de zedenzaak.

## Daders en verdachten

### Hoofddader: Roberts M.
Roberts M. werd in 1983 in Letland geboren. Hij heeft sinds 2008 ook de Nederlandse nationaliteit. Hij werkte tot 2004 in Riga en had een passie voor kinderen en kinderrechten. Hij was actief bij het Centrum voor Kinderrechten en schreef over dit onderwerp ook vele artikelen. In 2003 werd hij in Duitsland veroordeeld voor het verspreiden van kinderporno. Hij werkte toen op een kinderdagverblijf in Heidelberg. Hij kreeg een voorwaardelijke celstraf. In 2004 trouwde hij met Van O. en ging in Nederland wonen. Hij kreeg een verklaring omtrent het gedrag en was sinds 2009 werkzaam als oppas (later als de eenmanszaak Manny Kinderopvang Diensten / Manny Childcare Services) en op kinderdagverblijven. Hij werkte van februari 2007 tot en met juni 2009 op verschillende dependances van Het Hofnarretje en van oktober 2009 tot en met januari 2010 bij Jenno's Knuffelparadijs. In 2006 werkte hij 2 weken in een weeshuis in Kenia. Hij wilde in 2010 ook een eigen crèche opzetten. Een aanvraag voor adoptie van hem en Van O. was in december 2010 afgewezen. M. werd er eerst ook van verdacht zijn slachtoffers gedrogeerd te hebben. Dit bleek uiteindelijk niet zo te zijn. Op 26 april 2013 is M. in hoger beroep veroordeeld tot 19 jaar gevangenisstraf en tbs met dwangverpleging. Zijn cassatieberoep werd op 16 september 2014 door de Hoge Raad verworpen. Wel werd zijn straf met een maand verkort wegens overschrijding van de redelijke termijn als bedoeld in artikel 6, eerste lid, van het Europees Verdrag voor de Rechten van de Mens. M. valt nog onder een oude regeling waarbij de TBS begint na twee derde van de straf. Daarom zit M. sinds 2023 in een TBS kliniek. Op 7 juli 2025 werd besloten om de TBS met twee jaar te verlengen. Dit wordt iedere twee jaar opnieuw beoordeeld.

### Richard van O.
Van O. was de echtgenoot van M.. Hij werd verdacht van het in bezit hebben van kinderporno. Van O. is in hoger beroep veroordeeld tot 4,5 jaar gevangenisstraf wegens ontucht met een minderjarige en het bezit van kinderporno. Hij kwam in 2013 vrij met bijzondere voorwaarden en heeft echtscheiding aangevraagd.

### Edwin R.
R., een 39-jarige medewerker op kinderdagverblijf Het Hofnarretje, werd verdacht van webcamseks met minderjarigen en het bezit van kinderporno, en werd op 3 maart 2011 onder voorwaarden in vrijheid gesteld. Hij werd uiteindelijk niet vervolgd, omdat het Openbaar Ministerie verwachtte dat de duur van een eventueel opgelegde gevangenisstraf korter zou zijn dan de tijd die R. al in voorarrest had doorgebracht.

## Media
- In de filmkomedie Ron Goossens, Low Budget Stuntman (2017) worden opnames verricht voor meerdere fictieve films die zijn gebaseerd op gevoelige nieuwsfeiten uit Nederland. Een van deze films heet Het Hofnarretje en wordt geregisseerd door Martin Koolhoven. M. wordt hierin vertolkt door het personage Winston Post (Chris Zegers) en diens stuntman Ron Goossens (Tim Haars). De opnames zijn, tegen de werkelijkheid in, van een achtervolging waarin M. op een motorfiets, met kind achterop, ontsnapt aan de politie.[24]